# Bucha (Oman)
Koordinaten: 26° 8′ N, 56° 9′ O

Bukhā auf der CIA-Karte der Straße von Hormus

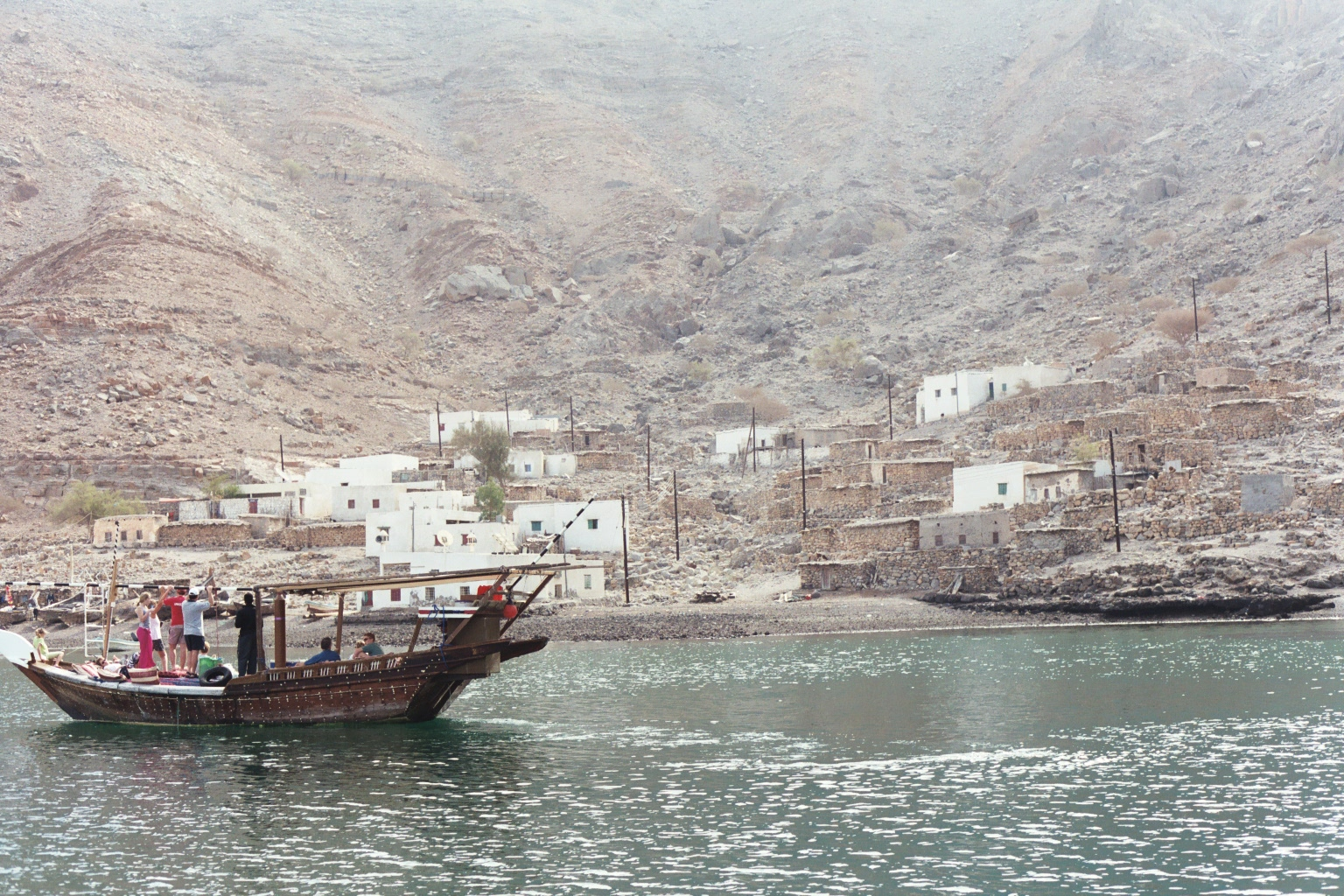
Das Dorf Bucha

Bucha (arabisch بخا, DMG Buḫā; gemäß englischer Transkription Bukha) ist ein Fischerdorf mit 1279 Einwohnern (Stand Zensus 12. Dezember 2010) in Oman. Bucha liegt am Persischen Golf im Gouvernement Musandam, südsüdwestlich von al-Chasab. Bucha ist mit der Hauptstadt al-Chasab über eine Küstenstraße (etwa 32 Kilometer) verbunden.
Bucha ist auch der Name des gleichnamigen Wilayas, einem von vier Verwaltungsbezirken des Gouvernements Musandam, der insgesamt 3025 Einwohner und eine Fläche von 127 km² aufweist.